# Del Rio (Kalifornia)
Del Rio – jednostka osadnicza w Stanach Zjednoczonych, w stanie Kalifornia, w hrabstwie Stanislaus.